# Obaba
Obaba is een film uit 2005, geregisseerd door Montxo Armendáriz. De film is gebaseerd op het boek Obabakoak, geschreven door Bernardo Atxaga.

## Verhaal
De 23-jarige kunststudente Lourdes reist af naar Obaba, een mythische regio in het noorden van Spanje, om daar een film te maken. De realiteit van Obaba blijkt echter heel anders dan ze had verwacht, en het duurt niet lang voordat ze zich steeds meer verbonden voelt met de plek en de mensen die er wonen.

## Rolverdeling
| Acteur               | Personage         |
| -------------------- | ----------------- |
| Pilar López de Ayala | Maestra           |
| Juan Diego Botto     | Miguel            |
| Bárbara Lennie       | Lourdes           |
| Eduard Fernández     | Lucas             |
| Peter Lohmeyer       | Ingeniero Werfell |
| Héctor Colomé        | Ismael            |
| Pepa López           | Merche            |

## Ontvangst

### Prijzen en nominaties
Een selectie:
| Jaar | Evenement                       | Categorie                  | Genomineerde                                                | Resultaat   |
| ---- | ------------------------------- | -------------------------- | ----------------------------------------------------------- | ----------- |
| 2005 | Filmfestival San Sebastían      | Gouden Schelp - Beste Film | Obaba                                                       | Genomineerd |
| 2006 | Premios Goya (20ste uitreiking) | Beste film                 | Obaba                                                       | Genomineerd |
| 2006 | Premios Goya (20ste uitreiking) | Beste regisseur            | Montxo Armendariz                                           | Genomineerd |
| 2006 | Premios Goya (20ste uitreiking) | Beste vrouwelijke bijrol   | Pilar López de Ayala                                        | Genomineerd |
| 2006 | Premios Goya (20ste uitreiking) | Beste debuterend actrice   | Bárbara Lennie                                              | Genomineerd |
| 2006 | Premios Goya (20ste uitreiking) | Beste bewerkt scenario     | Montxo Armendáriz                                           | Genomineerd |
| 2006 | Premios Goya (20ste uitreiking) | Beste camerawerk           | Javier Aguirresarobe                                        | Genomineerd |
| 2006 | Premios Goya (20ste uitreiking) | Beste artdirector          | Julio Esteban, Julio Torrecilla                             | Genomineerd |
| 2006 | Premios Goya (20ste uitreiking) | Beste productiemanager     | Puy Oria                                                    | Genomineerd |
| 2006 | Premios Goya (20ste uitreiking) | Beste geluid               | arlos Bonmati, Alfonso Pino, Pelayo Gutiérrez               | Gewonnen    |
| 2006 | Premios Goya (20ste uitreiking) | Beste speciale effecten    | Reyes Abades, Chema Remacha, Alberto Esteban, Pablo Urrutia | Genomineerd |